# 身行念経
『身行念経』（しんぎょうねんきょう、巴: Kāyagatāsati-sutta, カーヤガターサティ・スッタ）とは、パーリ仏典経蔵中部に収録されている第119経。『身至念経』（しんしねんきょう）、『念身経』（ねんしんきょう）とも。
類似の伝統漢訳経典としては、『中阿含経』（大正蔵26）の第81経「念身経」がある。
釈迦が、比丘たちに入出息念（アーナーパーナ・サティ）、四念処、七覚支などについて説いていく。

## 構成

### 登場人物
- 釈迦

### 場面設定
ある時、釈迦はサーヴァッティー（舎衛城）のアナータピンディカ園（祇園精舎）に滞在していた。
釈迦は比丘たちに、身体を念じることの重要性と、具体的な例として入出息念（アーナーパーナ・サティ）、身念処（四念処）・不浄観を説く。
そして、この身体を念じることによる十の利益として、嫌悪・恐怖・不快の超克、四禅、六神通を挙げる。
比丘たちは歓喜する。

## 日本語訳
- 『南伝大蔵経・経蔵・中部経典4』（第11巻下） 大蔵出版
- 『パーリ仏典 中部（マッジマニカーヤ）後分五十経篇I』 片山一良訳 大蔵出版
- 『原始仏典 中部経典4』（第7巻） 中村元監修 春秋社